# Cladonota zeledoni
Cladonota zeledoni är en insektsart som beskrevs av Peláez 1967. Cladonota zeledoni ingår i släktet Cladonota och familjen hornstritar. Inga underarter finns listade i Catalogue of Life.